# U-95
Unterseeboot 95 foi um submarino alemão do Tipo VIIC, pertencente a Kriegsmarine que atuou durante a Segunda Guerra Mundial.

## Comandantes
| Comandante     | Data                                          |
| -------------- | --------------------------------------------- |
| Gerd Schreiber | 31 de agosto de 1940 - 28 de novembro de 1941 |

## Subordinação
Durante o seu tempo de serviço, esteve subordinado às seguintes flotilhas:
| Período                                        | Flotilha                                  |
| ---------------------------------------------- | ----------------------------------------- |
| 31 de agosto de 1940 - 1 de novembro de 1940   | 7. Unterseebootsflottille (treinamento)   |
| 1 de novembro de 1940 - 28 de novembro de 1941 | 7. Unterseebootsflottille (serviço ativo) |

## Operações conjuntas de ataque
O U-95 participou das seguinte operações de ataque combinado durante a sua carreira:
- Rudeltaktik Bosemüller (28 de agosto de 1941 - 2 de setembro de 1941)
- Rudeltaktik Seewolf (2 de setembro de 1941 - 14 de setembro de 1941)